# IA-32
IA-32 (скраћено од "Интел Архитектура, 32-bit", такође познато и као i386 метонимијом) је 32-bit верзија x86 архитектуре инструкцијског сета (ISA), која је први пут имплементирана 1985. године у Intel 80386 микропроцесорима. IA-32 је прва инкарнација x86 која подржава 32-bit рачунање, што је резултирало тиме да се "IA-32" појам може користити као метонимија за све x86 верзије које подржавају 32-bit рачунање.
IA-32 инструкцијски сет је уведен у Intel 80386 микропроцесоре 1985. године и до 2015. године је и даље подржаван од стране савремених PC микропроцесора. Иако је инструкцијски сет остао нетакнут, наредне генерације микропроцесора које га користе су постале много брже. У разним директивама програмских језика, IA-32 се и даље назива "i386" архитектура.
Интел је изумитељ и највећи добављач IA-32 процесора, а други по величини добављач је AMD. На неко време VIA, Трансмета и неки други произвођачи су такође правили IA-32 процесоре, али од 2000. године сви произвођачи су прешли на 64-bit варијанту x86, x86-64.

## Карактеристике архитекруре
Дефинишуће карактеристике IA-32 су доступност 32-bit процесорских регистара за општу употребу (нпр. EAX и EBX), 32-bit integer аритметичке и логичке операције, 32-bit offset-ови у сегменту за време заштитног мода, и превођење сегментираних адреса у 32-bit линеарну адресу. Дизајнери су такође направили и још нека друга побољшања. Неке од важнијих промена су описане у тексту испод.
32-bit integer способност
Сви регистри опште употребе (GPRs) су проширени са 16 бита на 32 бита, и све аритметичке и логичке операције, операције меморије ка регистру и регистра ка меморији итд, могу да раде директно на 32-bit integer-има. Операције Push и pop на стеку раде у 4-byte корацима, а несегментирани показивачи су широки 4 byte.
Више општих модова адресирања
Било који GPR може да се користи као основни регистар и било који GPR, осим ESP-а, може да се користи као индексни регистар у меморијској референци. Вредност индексног регистра се може помножити са 1, 2, 4, или 8 пре него што се дода на вредност основног регистра и на премештање.
Додатни сегментни регистри
Додата су још два сегментна регистра, FS и GS.
Већи простор виртуелне адресе
IA-32 архитектура дефинише 48-bit формат сегментиране адресе са 16-bit сегментним бројем и 32-bit offset-ом унутар сегмента. Сегментиране адресе су мапиране на 32-bit линеарну адресу.
Paging на захтев
32-bit линеарне адресе су виртуелне адресе, а не физичке адресе. Оне се преводе у физичке адресе преко page табеле. У 80386, 80486 и оригиналним Pentium процесорима, физичка адреса је била 32 бита. У Pentium Pro и каснијим процесорима, Екстензија физичке адресе је дозвољавала 36-bit физичку адресу иако је линеарна адреса и даље била 32 бита.

## Модови оперисања
| Мод оперисања      | Неопходан оперативни систем                                                             | Врста кода која се користи    | Уобичајена величина адресе | Уобичајена величина операнда | Типична ширина регистра |
| ------------------ | --------------------------------------------------------------------------------------- | ----------------------------- | -------------------------- | ---------------------------- | ----------------------- |
| Заштитни мод       | 32-bit оперативни систем или boot учитавач                                              | 32-bit код са заштитним модом | 32 bits                    | 32 bits                      | 32 bits                 |
| Заштитни мод       | 16-bit оперативни систем са заштитним модом или boot учитавач, или 32-bit boot учитавач | 16-bit код са заштитним модом | 16 bits                    | 16 bits                      | 16 или 32 bits          |
| Виртуелни 8086 мод | 16- или 32-bit оперативни систем са заштитним модом                                     | 16-bit код са стварним модом  | 16 bits                    | 16 bits                      | 16 или 32 bits          |
| Стварни мод        | 16-bit оперативни систем са стварним модом или boot учитавач, или 32-bit boot учитавач  | 16-bit код са стварним модом  | 16 bits                    | 16 bits                      | 16 или 32 bits          |